# Чернышёв, Александр Кондратьевич
Александр Кондратьевич Чернышёв — участник Советско-финской войны, Герой Советского Союза.

## Биография
Родился 13 марта 1912 года в семье рабочего в селе Мокроеланчик ныне Амвросиевского района Донецкой области Украины.
Получил неполное среднее образование.
С 1934 года служил в Красной армии. Во время Советско-финской войны был старшиной роты 2-го батальона 233-го стрелкового полка 97-й стрелковой дивизии 13-й армии Северо-Западного фронта. 2 марта 1940 года принял участие в битве за овладение деревней Апуля. Его рота наступала в первом эшелоне. Чернышёв лично уничтожил две огневые точки врага. Рота сумела взять деревню.
3 марта Чернышёв участвовал в бою за высоту 44,0, где проявил немало геройства и храбрости. 6 марта Чернышёв в составе роты продвигался по льду реки Вуоксы по направлению к озеру Сарви-Лампи. Противник, находившийся на противоположной стороне реки, оказывал ожесточённое сопротивление. Финская артиллерия сумела пробить лёд и создать заграждение перед продвигающимися советскими войсками. Тогда Чернышёв с криком «Вперед! За Родину!» бросился в воду. За ним последовали солдаты, рота выбралась на другой берег и обеспечила дальнейшее успешное выполнение задания. Александр Чернышёв погиб в тот же день в боях.

## Награды
- Указом Президиума Верховного Совета СССР от 7 апреля 1940 года «за образцовое выполнение боевых заданий командования на фронте борьбы с финской белогвардейщиной и проявленные при этом отвагу и геройство» старшине Александру Чернышёву посмертно присвоено звание Героя Советского Союза.
- Также награждён орденом Ленина.

## Память
Именем Александра Чернышёва названы улица в городе Амвросиевка и школа в родном селе Мокроеланчик.